# 紺屋町 (姫路市)
紺屋町（こんやまち）は、兵庫県姫路市の町名。住居表示未実施。郵便番号は670-0924。

## 地理
紺屋町は姫路市の中心市街地・内町に位置する。町域北部は、呉服町に接する。南部は亀井町に接する。

## 歴史
江戸期は姫路城下の1町で、町人地だった。東・西に分かれていた。呉服町の南裏である。町名の由来は、紺屋が居住したことによる。昔、播磨藍が其の名高く、藍染川で搗染めにした。よって飾磨搗染といった。家老河合寸翁（1767年-1841年）の時、西紺屋町に相生屋井上勘右衛門がいた。勘右衛門は高砂染を製出して、藩命により一手専売とした。

## 世帯数と人口
2021年（令和3年）12月31日現在の世帯数と人口は以下の通りである。
| 丁目   | 世帯数 | 人口 |
| ------ | ------ | ---- |
| 紺屋町 | 49世帯 | 87人 |

### 世帯数と人口の遷移
『姫路市統計一斑 明治31-33年』（1902年印刷・発行）によれば、戸数、人口（1898年）は、東紺屋町54・145、西紺屋町120・431である。『姫路誌』（1912年印刷・発行）によれば、東紺屋町41・126、西紺屋町118・408である。

## 小・中学校の学区
市立小・中学校に通う場合、学区は以下の通りとなる。
| 番地 | 義務教育学校         |
| ---- | -------------------- |
| 全域 | 姫路市立白鷺小中学校 |

## 経済

### 産業
店・企業
- アンド
- 岩井コスモ証券姫路プラザ
- 伊予製麺姫路みゆき通店
- うめおか小溝筋店
- お菓子のデパートよしや姫路御幸通り店
- おの姫路革細工本舗
- お仏壇の浜屋 姫路本店
- カンダ
- 素心
- 空地帽子店
- ドイツゲーム喫茶B-CAFE
- 西松屋チェーンみゆき通り店
- 日姫興産
- 姫路大工町郵便局 - 日本郵政
- 山田屋制服

金融機関
- みずほ銀行姫路支店
- 三菱UFJ銀行姫路中央支店・同行姫路支店

組合・団体
- 姫路御幸通商店街振興組合[9]